# Napoleon Bonaparte (dramat)
Napoleon Bonaparte (fr. Napoléon Bonaparte) – dramat Alexandre’a Dumasa (ojca) z 1831 roku, osnuty na wydarzeniach z życia cesarza Napoleona.

## Okoliczności powstania utworu
Po sukcesie Krystyny na początku wiosny 1830 roku, w czerwcu Dumas napisał kolejną sztukę, tym razem dramat obyczajowy z wątkami autobiograficznymi, zatytułowany Antony. Utwór został przyjęty przez Komedię Francuską do wystawienia. W drugiej połowie lipca wybuchła w Paryżu rewolucja lipcowa, która mocno wpłynęła na dalsze poczynania pisarza. Dumas zaangażował się w życie polityczne: walczył na ulicach Paryża, wysłany przez generała La Fayette’a sprowadził proch ze Soissons dla oddziałów rewolucyjnych, potem bawił przez jakiś czas w Wandei.
Po powrocie pisarza do Paryża, dyrektor teatru Odéon Charles-Jean Harel zaczął go namawiać do skorzystania  z nastrojów społecznych i napisania sztuki o Napoleonie. Kiedy Dumas nie reagował na jego propozycję, w październiku uciekł się do podstępu. Zaprosił pisarza na sutą kolację w gronie kilku aktorów, po której panna George, działając w porozumieniu z dyrektorem, zaciągnęła Dumasa do swojej sypialni. Po powrocie do jadalni autor zastał tam już tylko Harela, który zaprowadził go do wygodnego pomieszczenia i oświadczył, że nie wypuści go stąd, dopóki nie dostanie gotowego Napoleona. Dumas wyraził zgodę, zażądał jednak do pomocy Cordeliera-Delanoué, który miał zebrać potrzebną do napisania utworu dokumentację, naszkicować tło i podpisać się pod dziełem. Pisarz chciał w tym wypadku pozostać anonimowy. Napisanie utworu zajęło Dumasowi tydzień.

## Treść
Akt I – Rok 1793. Tulon. Kapitan Bonaparte, dowódca artylerii armii republikańskiej, oblegającej znajdujący się w rękach rojalistów i wspierany z morza przez Anglików Tulon, domaga się zmiany planów ataku przysłanego z Paryża i zaatakowania fortu l’Equillette. W przechodzącym chłopie Napoleon rozpoznaje szpiega rojalistów. Zarządza egzekucję, ale w ostatniej chwili, pod wrażeniem odwagi skazańca, odwołuje ją. Szpieg oddaje mu się na służbę. Napoleon wysyła go z powrotem do Tulonu z zadaniem wysadzenia prochowni w mieście na znak dany przez Napoleona, żeby w ten sposób odwrócić uwagę od ataku na l’Equillette. Tymczasem dowódcy rewolucyjni grożą mu gilotyną za niesubordynację. Konflikt rozwiązuje pojawienie się nowego dowódcy, generała Dugommiera, który przystaje na zaproponowany przez Napoleona plan ataku.
Akt II – Rok 1804. Paryż. Konsul Bonaparte spaceruje w przebraniu ulicami stolicy, żeby usłyszeć, co na mieście mówi się o zaplanowanej na dzień jutrzejszy jego koronacji na cesarza Francuzów. Zostaje zaatakowany przez rojalistycznego zamachowca i ocalony przez szpiega spod Tulonu. W pałacu Józefina martwi się, jak ukryć przed mężem nadmierne wydatki. Cesarz rozmawia ze swym sekretarzem o straconych możliwościach kampanii egipskiej. Spotyka szpiega. Mianuje marszałków. Tłumaczy Józefinie, dlaczego przyjmuje godność cesarską. Tłum fetuje jego pojawienie się na balkonie.
Akt III – Rok 1812. Drezno. Cesarz rozmawia z Berthierem o planach kampanii przeciw Rosji. Prosi Talmę o odegranie wieczorem przed zgromadzonymi w Dreźnie władcami jednej z tragedii Corneille’a. Tłumaczy Caulaincourtowi, dlaczego musi prowadzić wojny, a tę w szczególności, jeśli nie chce, by cesarz Aleksander opanował Europę.
Borodino. Żołnierze narzekają na strawę, wspominają dawne kampanie i piosenki. Pojawia się cesarz, rozmawia z żołnierzami. Pomiędzy towarzyszącymi mu marszałkami Muratem i Davoutem dochodzi do kłótni. Zarzucają sobie, że jeden z nich jest zbyt lekkomyślny, a drugi zbyt ostrożny. Z pięćsettysięcznej armii pozostało już tylko osiemdziesiąt tysięcy. Wróg cofa się i pali wszystko po drodze. Nie ma z kim negocjować warunków pokoju. Napoleon jest zdecydowany przedrzeć się do Moskwy i tam założyć zimową kwaterę.
Moskwa. Czterdzieści tysięcy Francuzów wkracza do opuszczonej przez Rosjan stolicy. Napoleon ma nadzieję, że utrata miasta zdemoralizuje przeciwnika. Uważa, że tylko on może powstrzymać cara Aleksandra. Napoleon podpisuje akty prawne dla różnych regionów Europy. Wpadają kolejni żołnierze z informacją o pożarze Moskwy, wywołanym przez Rosjan. Napoleon chce w tej sytuacji zaatakować Petersburg, lecz marszałkowie odmawiają posłuchu i Napoleon jest zmuszony zarządzić odwrót. Szpieg nadbiega z informacją, że Kreml jest zaminowany. Obecni ewakuują cesarza.
Berezyna. Szpieg przygotowuje schronienie dla cesarza. Do rozpalonego przezeń ognia garną się przemarznięci żołnierze. Napoleon każe porąbać chatkę, żeby zapewnić ogień żołnierzom. W oddali słychać odgłosy ataku Kozaków na Francuzów przeprawiających się przez Berezynę.
Akt IV – Rok 1814. Tuileries. Napoleon ze swego gabinetu rozsyła rozkazy dotyczące gromadzenia żołnierzy i broni.  Szpieg informuje o spisku rojalistów, chcących przywrócić na tron Burbonów. Skarb jest pusty. Na Francję maszerują trzy armie liczące łącznie ponad pięćset tysięcy żołnierzy. Napoleon ma do dyspozycji osiemdziesiąt tysięcy. Postanawia wyruszyć natychmiast, żeby rozbić każdą z nadciągających armii, zanim się ze sobą połączą.
Montereau. Napoleon dowodzi ostrzałem artyleryjskim. Otrzymuje wiadomości o spóźnieniu korpusu księcia Belluno, o śmierci generała Château, okrążeniu Guyona, braku amunicji, wzięciu Fontaineblaeu przez Kozaków, zdradzie Murata, o utracie Soissons. Zostaje wezwany na pomoc do stolicy.
Ulice Paryża. Arystokraci radzą jak wspomóc napastników. Robotnicy daremnie próbują zdobyć broń. Kolejni posłańcy przynoszą cesarzowi do Fontaineblaeu wiadomości o poddaniu Paryża, wkroczeniu obcych wojsk do stolicy, uchwale senatu o jego detronizacji. Napoleon próbuje jeszcze organizować marsz na Paryż, ostatecznie rezygnuje i zrzeka się tronu na rzecz syna. Jego marszałkowie go opuszczają. Królem zostaje proklamowany Ludwik XVIII.  Zdradzony  przez swoich współpracowników, Napoleon próbuje popełnić samobójstwo. Dostaje do wyboru jako miejsce zesłania Korsykę lub Elbę.
Akt V – Rok 1815. Pod drzwiami gabinetu ministra czekają od tygodni weterani i ofiary minionych wojen. Plotkują. Kiedy minister wychodzi stary wiarus przepowiada mu odpłatę za niesprawiedliwość. Na Elbie Napoleon słucha raportu szpiega o nastrojach w upokorzonej Francji. Zarządza opuszczenie wyspy na pokładzie brygu l'Inconstant. W paryskich salonach nowa arystokracja rozmawia o spodziewanych przywilejach. L'Inconstant natyka się na francuski okręt wojenny, ale jego pasażerowie nie zostają rozpoznani. Napoleon dyktuje odezwę do ludu francuskiego, po czym schodzi na francuski ląd. Książęta i król w pośpiechu opuszczają Paryż, ich dworzanie przywdziewają trójkolorowe kokardy. Do Paryża wkracza Napoleon.
Akt VI – Rok 1821. Święta Helena. Napoleon spaceruje eskortowany przez angielskiego żołnierza, dyktuje pamiętniki swemu sekretarzowi Las Casasowi, Jego rodak Santini, za bójkę z żołnierzem angielskim, który niszczył drzewo, pod którym lubił odpoczywać cesarz, zostaje deportowany z wyspy. Szpieg, który po sześciu latach służby w wojsku angielskim, dostał przydział na wyspę Świętej Heleny, proponuje Napoleonowi ucieczkę, ten jednak nie chce już uciekać, uważa wyspę za miejsce swej pokuty. Szpieg dekonspiruje się i zostaje skazany przez gubernatora Hudsona Lowe’a skazany na śmierć. Gubernator truje Napoleona i na każdym kroku uprzykrza mu życie. Napoleon umiera wspominając syna i swe dawne kampanie.

## Premiera
Harel przygotował widowisko z dziewięćdziesięcioma aktorami, na które wydał trzydzieści tysięcy franków. Dumas dokonał żądanych przez dyrektora skrótów. Miał wątpliwości do obsadzenia w roli Napoleona Lemaitre’a, który nie był do cesarza podobny. Harel jednak obstawał przy swoim wyborze, twierdząc, że wybitną cechą osobowości Napoleona nie był jego wygląd, ale autorytet, energia i charyzma. Dumas ustąpił. Zgodził się również ostatecznie, by jego nazwisko widniało na afiszu. Syn generała napoleońskiego, nie miał powodu wstydzić się utworu, który umacniał legendę jego dowódcy. 10 stycznia 1831 sala Odéonu pękała w szwach. Harel zręcznie nagłośnił spektakl. Wielu widzów przyszło w mundurach gwardii narodowej. Podczas antraktów orkiestra grała patriotyczne melodie. Publiczność była wstrząśnięta scenami: pożaru Kremla, przejścia przez Berezynę i spotkaniem cesarza z jego nadzorcą Hudsonem Lowe. Widzowie byli tak przejęci, że po opadnięciu kurtyny, spora część z nich obległa wyjście dla artystów, by obrzucić błotem odtwórcę roli Hudsona Lowe’a - DelaisTre’a.

## Charakterystyka utworu
W swoich pamiętnikach Dumas napisał później: Sukces „Napoleona” był dziełem przypadku. Utwór nie miał żadnej lub prawie żadnej wartości literackiej. Tylko rola szpiega była prawdziwą kreacją. Cała reszta była nieskładna. Dumas cieszył się, że zachwycił widzów, jednocześnie zdawał sobie sprawę, że pisany na zamówienie utwór roił się od inscenizacyjnych sztuczek i historycznych frazesów. Dla usprawiedliwienia siebie samego książkowe wydanie dramatu opatrzył wstępem, w którym przypomniał wojskową karierę swego ojca, swoje przywiązanie do króla i umiłowanie wolności i jednocześnie dał wyraz koncepcji estetycznej utworu: Dostarczać widzom zabawy i budzić ich ciekawość, oto moje jedyne zasady. Nie chcę przez to powiedzieć, że ściśle się ich trzymam, ale tak to sobie przynajmniej zakładam.